# Herr Ingentings funderingar
Herr Ingentings funderingar var ett svenskt dockspel av Staffan Westerberg i fem avsnitt som hade premiär i SVT 1974. Förutom Staffan Westerberg medverkade Björn Isfält (spelandes cello som "Hela världen") samt Ellika Lindén (marionettdockorna).

### Fotnoter
1. ↑  http://smdb.kb.se/catalog/id/001689511